# 올림피아코스–PAOK 라이벌전

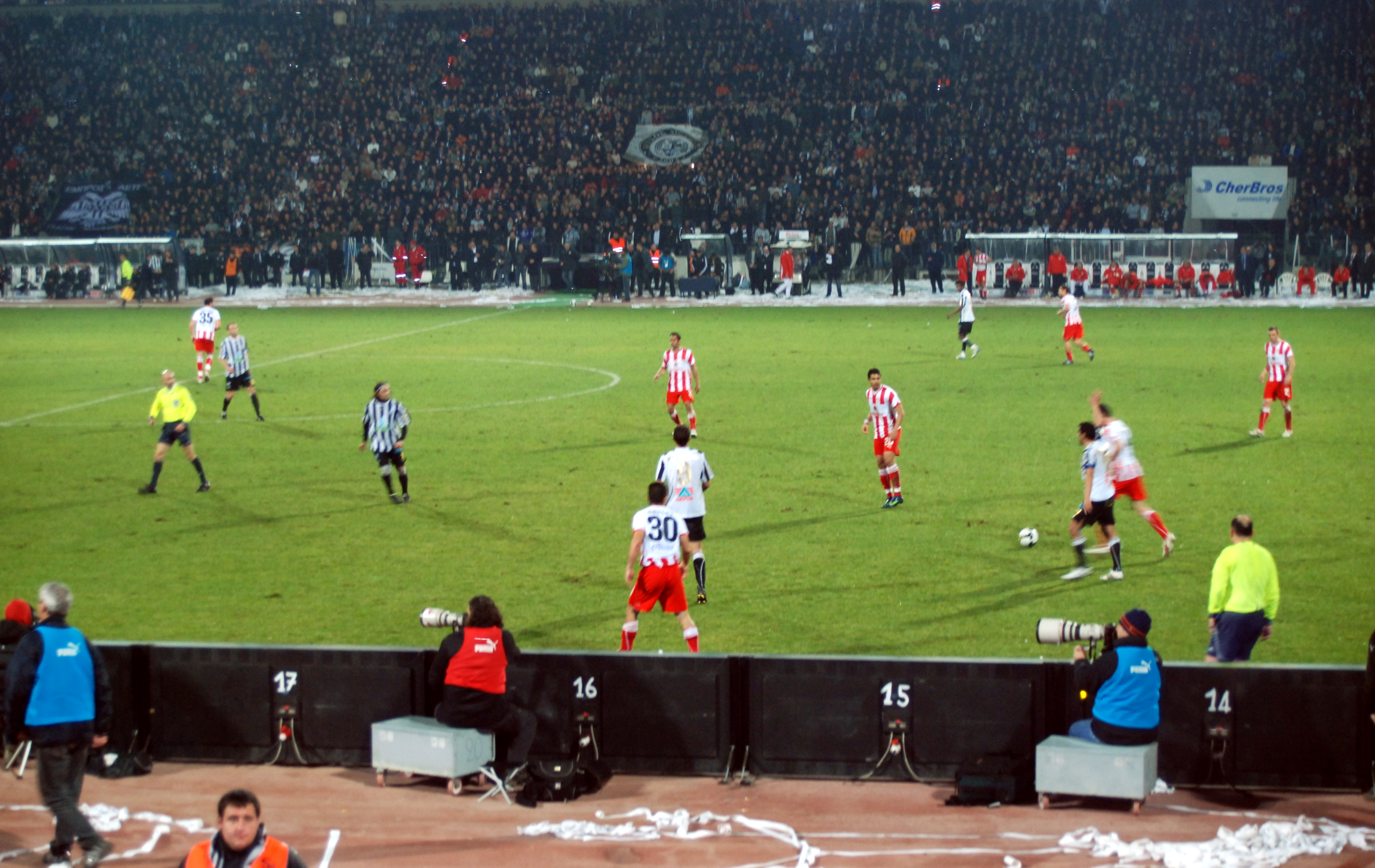
2009년, 툼바 경기장에서의 PAOK와 올림피아코스간 그리스 컵 경기 (1-0)

올림피아코스와 PAOK간의 라이벌전(그리스어: Ντέρμπι Ολυμπιακού-ΠΑΟΚ)은 그리스 축구에서 가장 거친 두 도시간의 라이벌전으로 손꼽히며, 두 구단간의 경기는 대개 흉악한 사건이 수반되기도 했다.

## 역사

### 문화적 구도
두 그리스 클럽들 간의 라이벌 관계는 아테네 수도권과 테살로니키간의 경쟁 관계로 거슬러 올라갈 수 있다. 올림피아코스는 아테네 수도권의 항구인 피레아스를 연고로 하며, PAOK는 마케도니아의 중심지를 연고로 한다. 이들 클럽은 두 그리스 도시 권역에서 각각 가장 인기있는 구단으로 자리매김하고 있다. 그에 따라, 두 도시간의 라이벌 관계는 다른 두 도시간의 라이벌 관계보다 더 큰 비중이 있다.
테살로니키는 아테네가 지속적으로 테살로니키보다 그리스 정부의 지지를 받으며, 테살로니키 팬들은 스스로를 소위 중부 그리스 축구 구단 (Ποδοσφαιρικές Ομάδες Κέντρου, Π. Ο. Κ.) 이라 불리는 아테네의 라이벌로 지칭하며, 이것이 라이벌 구도가 그려지는 계기가 되었다. 올림피아코스와 PAOK간의 라이벌 관계가 팽팽해지면서, 1960년데에 들어 관계가 악화되었는데, 이는 PAOK의 역대 최고 선수 요르고스 쿠다스가 올림피아코스 이적을 결정한 것이었다. PAOK 팬들은 분노에 빠졌고, 아테네 수도권 팀의 강압에 항의하였으며, 팀에 손해를 끼칠 이적이 막히게 되었다.

### 축구 구도
올림피아코스와 PAOK는 다른 스포츠 종목에서도 라이벌 구도를 가지고 있는데, 주로 농구와 배구, 그리고 수구에서 드러났다. 축구 역사상 "쿠다스 사건" 이후, PAOK 팬들은 피레아스 연고팀을 상대로 더욱 적개심을 품었고, 피레아스 연고 클럽에게는 PAOK 원정이 고난이 되었는데, 올림피아코스는 툼바 경기장에서 21년동안 단 한번도 이기지 못하는 일이 발생하였고, (중립 구장에서 열린 3경기 포함) 1966년부터 1998년까지 33번의 원정에서 단 2번만을 이겼다. 한편, 올림피아코스는 PAOK를 상대로 오랜 무승 행진을 하기도 했는데, 올림피아코스는 1989년부터 2003년까지 14년동안 단 한번의 맞대결에서 승리하지 못했다.
"쿠다스 사건"을 제쳐놓고 고려할 점이 또 있다. 1997년 이후 올림피아코스와 PAOK간의 경기에서 오심이 난무하면서 두 팀간의 라이벌 관계에 다시 불이 붙었다. PAOK는 올림피아코스가 주심의 판정에서 이득을 보았다고 주장했다. 그 결과, PAOK 팬들은 주심과 올림피아코스를 상대로 폭력적인 항의를 하여 반달리즘을 행하기에 이르렀다. 이 시기의 가장 대표적인 경기로는 2000년, 요르고스 카스나페리스가 주관한 툼바 경기장에서의 경기를 꼽을 수 있다. PAOK는 39분에 게오르야디스가 다이빙으로 경고 누적 퇴장을 당해 10명이 싸우게 되었다. PAOK는 그가 받은 두번의 경고 모두 페널티킥이었으며, 두 차례의 추가적인 페널티킥과 수차례의 오프사이드를 주장하였다. 추가적으로, 1998년부터 2010년까지 올림피아코스는 툼바 경기장에서 패하지 않았다.

## 통계

### 역대 전적

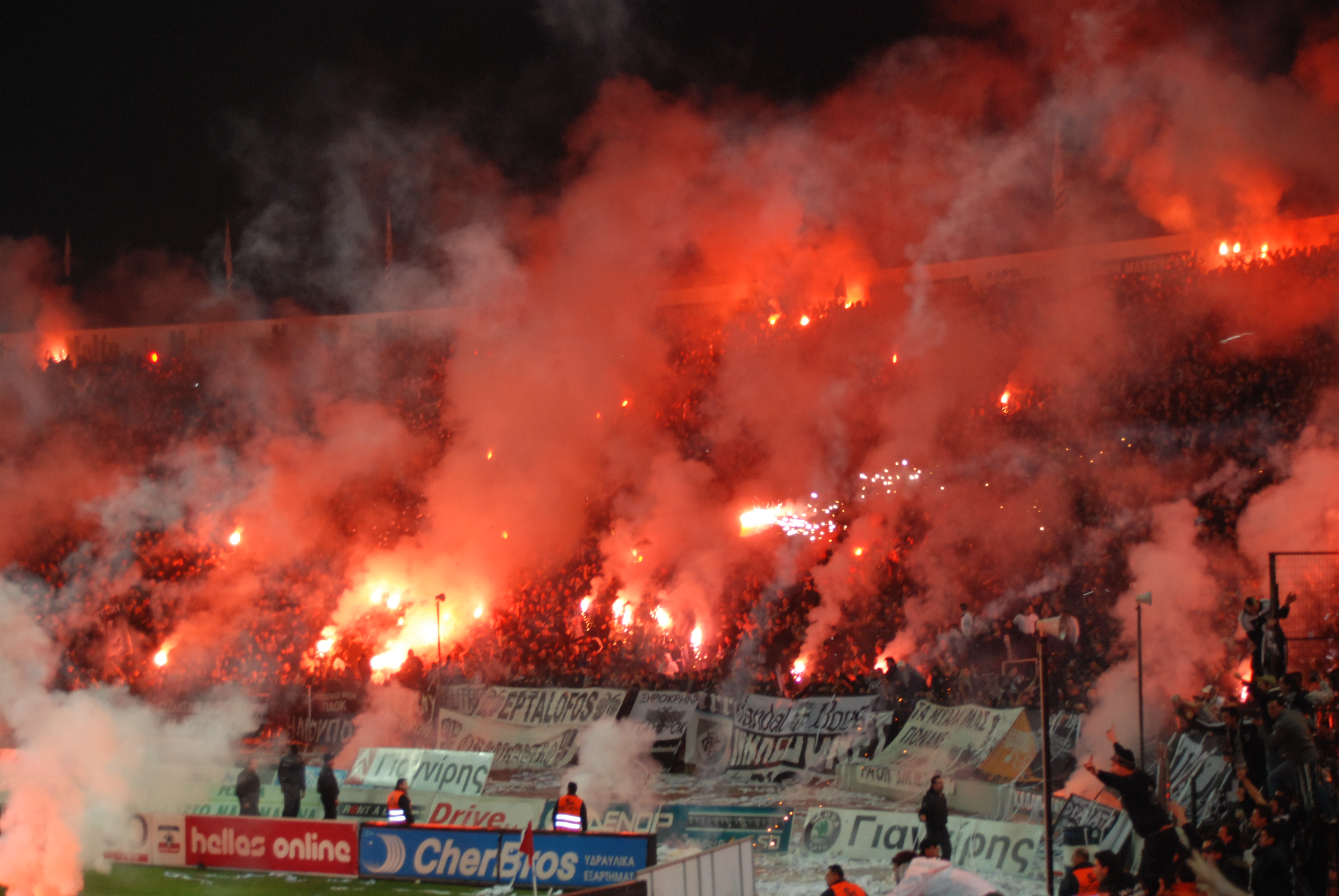
2009년 툼바 경기장에서 열린 그리스 컵 경기의 PAOK 팬들.

|                                                         | 올림피아코스 승 | 무승부 | PAOK 승 |
| ------------------------------------------------------- | --------------- | ------ | ------- |
| 알파 에트니키 / 수페르리가 엘라다 (1959-60 시즌 – 현재) |                 |        |         |
| 올림피아코스 홈                                         | 41              | 7      | 9       |
| PAOK 홈                                                 | 13              | 15     | 29      |
| 합계                                                    | 54              | 22     | 38      |
| 그리스 컵                                               |                 |        |         |
| 올림피아코스 홈                                         | 10              | 4      | 2       |
| PAOK 홈                                                 | 1               | 1      | 6       |
| 중립 구장                                               | 2               | 1      | 1       |
| 합계                                                    | 13              | 6      | 9       |
| 합계                                                    |                 |        |         |
| 합계                                                    | 67              | 28     | 47      |

### 기록
- 알파 에트니키 최다 점수차 승리
  - 올림피아코스
    - 홈: 올림피아코스 – PAOK (6–0), 카라이스카키스 스타디움, 1962년 6월 3일 
 (프시호스 40', 47', 시데리스 76', 80', 81', 84' p.)
    - 원정: PAOK – 올림피아코스 (0–4), 툼바 경기장, 1965년 1월 27일
(보티노스 20', 유초스 47', 아가니안 59', 시데리스 74')

  - PAOK
    - 홈: PAOK – 올림피아코스 (6–1), 세레스 시립 경기장, 1987년 12월 6일 
 (배넌 5', 마브롬마티스 14', 시가스 18', 바뇨티스 41', 보르보키스 75', 89' – 찰루히디스 50')
    - 원정: 올림피아코스 – PAOK (0–4), 카라이스카키스 스타디움, 1976년 1월 4일 
 (테르자니디스 24', 쿠다스 56', 62', 게리누 77')
- 컵 최다 점수차 승리
  - 올림피아코스
    - 홈: 올림피아코스 – PAOK (4–0), 카라이스카키스 스타디움, 1975년 5월 28일 
 (페르시디스 16', 크리티코풀로스 70', 90'+1', 로산타 73')
    - 중립 구장: 올림피아코스 – PAOK (4–0), 아포스톨로스 니콜라이디스 경기장, 1951년 3월 11일 
 (무라티스 27', 다리바스 65', 드로소스 75', 81')
    - 원정: PAOK – 올림피아코스 (1–2), 툼바 경기장, 1996년 11월 27일 
 (주불리스 20' – 알렉산드리스 52', 조르제비치 75' p.)

  - PAOK
    - 홈: PAOK – 올림피아코스 (3–0), 툼바 경기장, 1991년 1월 9일 
 (카라게오르유 6' p., 보르보키스 43', 하산 52')
    - 원정: 
 올림피아코스 – PAOK (1–2), 카라이스카키스 스타디움, 1980년 2월 6일 
 (갈라코스 14' – 오르파노스 12', 바실리아코스 25') 
 올림피아코스 – PAOK (1–2), 게오르요스 카마라스 경기장, 2003년 3월 12일 
 (후토스 76' – 게오르야디스 30', 오카스 32')
- 알파 에트니키 최다 연승 행진
  - 올림피아코스: 7승, 1998년 2월 22일 – 2001년 10월 14일
    - 홈: 14승, 1989년 11월 12일 – 2004년 1월 11일
    - 원정: 3승, 1998년 10월 3일 – 2001년 10월 14일

  - PAOK: 3승, 1976년 1월 4일 – 1977년 4월 3일
    - 홈: 11승, 1972년 6월 11일 – 1983년 1월 23일
    - 원정: 1승
- 컵 최다 연승 행진
  - 올림피아코스: 4승, 1992년 5월 27일 – 2001년 5월 12일
    - 홈: 5승, 1990년 1월 24일 – 2001년 5월 12일
    - 원정: 1승

  - PAOK: 4승, 2001년 5월 12일 – 2009년 2월 4일
    - 홈: 3승, 1990년 1월 10일 – 2009년 2월 4일
    - 원정: 1승
- 알파 에트니키 최다 무패 행진
  - 올림피아코스: 12경기, 1998년 2월 22일 – 2004년 1월 11일
    - 홈: 14경기, 1989년 11월 12일 – 2004년 1월 11일
    - 원정: 12경기, 1998년 10월 31일 – 2010년 5월 9일

  - PAOK: 4경기, 1981년 5월 31일 – 1983년 6월 12일
    - 홈: 21경기, 1971년 1월 3일 – 1992년 5월 24일
    - 원정: 2경기, 1960년 4월 6일 – 1962년 6월 3일 / 2010년 1월 24일 – 2010년 11월 21일
- 컵 최다 무패 행진
  - 올림피아코스: 7경기, 1951년 3월 11일 – 1980년 2월 6일
    - 홈: 6경기, 1985년 11월 20일 – 2003년 3월 12일
    - 원정: 2경기, 1992년 5월 20일 – 2003년 2월 26일

  - PAOK: 4경기, 2001년 5월 12일 – 2009년 3월 9일
    - 홈: 3경기, 1990년 1월 10일 – 1996년 11월 27일
    - 원정: 4경기, 1976년 3월 10일 – 1990년 1월 24일
- 역대 관중 기록
  - 올림피아코스 홈:
    - 74,232 올림피아코스 – PAOK (0–1), 스피로스 루이스, 1988년 10월 2일

  - PAOK 홈:
    - 45,147 PAOK – 올림피아코스 (2–1), 툼바 경기장, 1976년 12월 5일

## 역대 경기 기록

### 1959-60 시즌 이후 리그
|           | 올림피아코스 – PAOK | 올림피아코스 – PAOK | 올림피아코스 – PAOK        | 올림피아코스 – PAOK | 올림피아코스 – PAOK | PAOK – 올림피아코스 | PAOK – 올림피아코스 | PAOK – 올림피아코스  | PAOK – 올림피아코스 | PAOK – 올림피아코스 |
| --------- | ------------------- | ------------------- | -------------------------- | ------------------- | ------------------- | ------------------- | ------------------- | -------------------- | ------------------- | ------------------- |
| 시즌      | 라운드              | 날짜                | 경기장                     | 관중수              | 결과                | 라운드              | 날짜                | 경기장               | 관중수              | 결과                |
| 1959–60   | 20라운드            | 1960년 4월 6일      | 카라이스카키스 스타디움    | 11,972              | 1–2                 | 5라운드             | 1959년 11월 22일    | 툼바 경기장          | 8,864               | 2–0                 |
| 1960–61   | 10라운드            | 1960년 11월 27일    | 카라이스카키스 스타디움    | 미상                | 1–1                 | 25라운드            | 1961년 5월 14일     | 툼바 경기장          | 미상                | 0–2                 |
| 1961–62   | 28라운드            | 1962년 6월 3일      | 카라이스카키스 스타디움    | 미상                | 6–0                 | 13라운드            | 1962년 1월 14일     | 툼바 경기장          | 미상                | 0–1                 |
| 1962–63   | 17라운드            | 1963년 2월 3일      | 카라이스카키스 스타디움    | 미상                | 3–2                 | 2라운드             | 1962년 9월 30일     | 툼바 경기장          | 19,510              | 2–2                 |
| 1963–64   | 10라운드            | 1963년 11월 27일    | 니코스 구마스 경기장       | 24,796              | 2–01                | 25라운드            | 1964년 3월 29일     | 툼바 경기장          | 18,884              | 0–0                 |
| 1964–65   | 27라운드            | 1965년 6월 6일      | 카라이스카키스 스타디움    | 15,951              | 5–2                 | 12라운드            | 1965년 1월 27일     | 툼바 경기장          | 17,309              | 0–4                 |
| 1965–66   | 25라운드            | 1966년 5월 15일     | 카라이스카키스 스타디움    | 28,042              | 2–0                 | 10라운드            | 1966년 1월 30일     | 툼바 경기장          | 22,736              | 3–2                 |
| 1966–67   | 6라운드             | 1966년 11월 27일    | 카라이스카키스 스타디움    | 40,250              | 3–2                 | 21라운드            | 1967년 3월 19일     | 툼바 경기장          | 31,504              | 2–0                 |
| 1967–68   | 8라운드             | 1967년 11월 26일    | 카라이스카키스 스타디움    | 28,914              | 0–1                 | 25라운드            | 1968년 3월 24일     | 툼바 경기장          | 26,446              | 1–0                 |
| 1968–69   | 11라운드            | 1968년 12월 15일    | 카라이스카키스 스타디움    | 21,116              | 3–0                 | 28라운드            | 1969년 4월 20일     | 툼바 경기장          | 26,745              | 2–1                 |
| 1969–70   | 18라운드            | 1970년 2월 1일      | 카라이스카키스 스타디움    | 미상                | 1–1                 | 1라운드             | 1969년 9월 21일     | 툼바 경기장          | 35,740              | 1–2                 |
| 1970–71   | 31라운드            | 1971년 5월 23일     | 카라이스카키스 스타디움    | 34,960              | 1–0                 | 14라운드            | 1971년 1월 3일      | 툼바 경기장          | 25,462              | 0–0                 |
| 1971–72   | 17라운드            | 1972년 1월 23일     | 카라이스카키스 스타디움    | 37,405              | 1–1                 | 34라운드            | 1972년 6월 25일     | 툼바 경기장          | 21,161              | 4–3                 |
| 1972–73   | 20라운드            | 1973년 2월 25일     | 카라이스카키스 스타디움    | 41,052              | 1–0                 | 3라운드             | 1972년 10월 1일     | 툼바 경기장          | 42,150              | 1–0                 |
| 1973–74   | 11라운드            | 1973년 12월 16일    | 카라이스카키스 스타디움    | 41,110              | 3–0                 | 28라운드            | 1974년 4월 21일     | 툼바 경기장          | 42,976              | 1–0                 |
| 1974–75   | 26라운드            | 1975년 4월 13일     | 카라이스카키스 스타디움    | 39,210              | 3–2                 | 9라운드             | 1974년 12월 15일    | 툼바 경기장          | 37,448              | 2–0                 |
| 1975–76   | 11라운드            | 1976년 1월 4일      | 카라이스카키스 스타디움    | 39,030              | 0–4                 | 26라운드            | 1976년 4월 26일     | 툼바 경기장          | 33,378              | 3–1                 |
| 1976–77   | 26라운드            | 1977년 4월 3일      | 카라이스카키스 스타디움    | 39,200              | 2–0                 | 9라운드             | 1976년 12월 5일     | 툼바 경기장          | 45,147              | 2–1                 |
| 1977–78   | 13라운드            | 1977년 12월 11일    | 카라이스카키스 스타디움    | 15,714              | 0–0                 | 30라운드            | 1978년 4월 16일     | 툼바 경기장          | 30,477              | 1–0                 |
| 1978–79   | 5라운드             | 1978년 10월 14일    | 카라이스카키스 스타디움    | 27,704              | 1–0                 | 22라운드            | 1979년 3월 4일      | 툼바 경기장          | 25,362              | 2–0                 |
| 1979–80   | 34라운드            | 1980년 5월 18일     | 카라이스카키스 스타디움    | 35,470              | 2–0                 | 17라운드            | 1980년 1월 20일     | 툼바 경기장          | 36,016              | 2–0                 |
| 1980–81   | 15라운드            | 1980년 12월 28일    | 카라이스카키스 스타디움    | 35,500              | 1–0                 | 32라운드            | 1981년 5월 31일     | 툼바 경기장          | 21,359              | 1–0                 |
| 1981–82   | 28라운드            | 1982년 4월 11일     | 카라이스카키스 스타디움    | 35,450              | 0–0                 | 11라운드            | 1981년 12월 13일    | 툼바 경기장          | 22,744              | 3–0                 |
| 1982–83   | 32라운드            | 1983년 6월 12일     | 카라이스카키스 스타디움    | 28,393              | 2–0                 | 15라운드            | 1983년 1월 23일     | 툼바 경기장          | 33,334              | 1–1                 |
| 1983–84   | 19라운드            | 1984년 2월 5일      | 카라이스카키스 스타디움    | 25,032              | 1–0                 | 4라운드             | 1983년 9월 25일     | 세레스 시립 경기장   | 13,138              | 4–0                 |
| 1984–85   | 19라운드            | 1985년 2월 17일     | 스피로스 루이스            | 57,581              | 2–1                 | 4라운드             | 1984년 10월 21일    | 툼바 경기장          | 41,073              | 1–0                 |
| 1985–86   | 11라운드            | 1985년 12월 1일     | 스피로스 루이스            | 37,604              | 2–0                 | 26라운드            | 1986년 3월 30일     | 툼바 경기장          | 24,970              | 1–0                 |
| 1986–87   | 20라운드            | 1987년 3월 1일      | 스피로스 루이스            | 53,720              | 1–1                 | 5라운드             | 1986년 10월 5일     | 툼바 경기장          | 40,718              | 4–1                 |
| 1987–88   | 25라운드            | 1988년 3월 27일     | 스피로스 루이스            | 46,027              | 2–1                 | 10라운드            | 1987년 12월 6일     | 세레스 시립 경기장   | 10,827              | 6–1                 |
| 1988–89   | 4라운드             | 1988년 10월 2일     | 스피로스 루이스            | 74,232              | 0–1                 | 19라운드            | 1989년 2월 12일     | 툼바 경기장          | 32,112              | 1–0                 |
| 1989–90   | 9라운드             | 1989년 11월 12일    | 카라이스카키스 스타디움    | 30,716              | 4–0                 | 26라운드            | 1990년 3월 25일     | 툼바 경기장          | 17,169              | 4–1                 |
| 1990–91   | 9라운드             | 1990년 12월 2일     | 카라이스카키스 스타디움    | 23,974              | 3–2                 | 26라운드            | 1991년 4월 10일     | 툼바 경기장          | 17,870              | 3–2                 |
| 1991–92   | 15라운드            | 1992년 1월 12일     | 카라이스카키스 스타디움    | 18,004              | 3–2                 | 32라운드            | 1992년 5월 24일     | 툼바 경기장          | 8,577               | 1–2                 |
| 1992–93   | 31라운드            | 1993년 5월 9일      | 카라이스카키스 스타디움    | 11,527              | 2–0                 | 14라운드            | 1992년 12월 20일    | 툼바 경기장          | 7,988               | 0–0                 |
| 1993–94   | 3라운드             | 1993년 9월 5일      | 카라이스카키스 스타디움    | 12,237              | 1–0                 | 20라운드            | 1994년 11월 16일    | 툼바 경기장          | 10,291              | 1–1                 |
| 1994–95   | 25라운드            | 1995년 3월 26일     | 카라이스카키스 스타디움    | 16,497              | 2–0                 | 8라운드             | 1994년 11월 6일     | 툼바 경기장          | 26,404              | 3–0                 |
| 1995–96   | 28라운드            | 1996년 4월 7일      | 카라이스카키스 스타디움    | 6,191               | 1–0                 | 11라운드            | 1995년 11월 26일    | 트리칼라 시립 경기장 | 6,699               | 0–0                 |
| 1996–97   | 13라운드            | 1996년 11월 22일    | 카라이스카키스 스타디움    | 14,694              | 1–0                 | 30라운드            | 1997년 4월 20일     | 툼바 경기장          | 35,850              | 0–0                 |
| 1997–98   | 23라운드            | 1998년 2월 22일     | 스피로스 루이스            | 32,275              | 2–0                 | 6라운드             | 1997년 10월 18일    | 툼바 경기장          | 26,471              | 2–1                 |
| 1998–99   | 25라운드            | 1999년 4월 4일      | 스피로스 루이스            | 16,582              | 2–1                 | 8라운드             | 1998년 10월 31일    | 툼바 경기장          | 25,858              | 1–22                |
| 1999–2000 | 7라운드             | 1999년 11월 8일     | 스피로스 루이스            | 11,977              | 4–1                 | 24라운드            | 2000년 3월 19일     | 툼바 경기장          | 25,550              | 0–2                 |
| 2000–01   | 23라운드            | 2001년 3월 17일     | 스피로스 루이스            | 12,925              | 1–0                 | 8라운드             | 2000년 11월 27일    | 툼바 경기장          | 5,723               | 2–4                 |
| 2001–02   | 16라운드            | 2002년 2월 17일     | 스피로스 루이스            | 37,825              | 3–2                 | 3라운드             | 2001년 10월 14일    | 툼바 경기장          | 22,200              | 1–1                 |
| 2002–03   | 20라운드            | 2003년 2월 23일     | 게오르요스 카마라스 경기장 | 9,518               | 4–3                 | 5라운드             | 2003년 10월 26일    | 툼바 경기장          | 22,296              | 1–1                 |
| 2003–04   | 16라운드            | 2004년 1월 11일     | 게오르요스 카마라스 경기장 | 9,164               | 1–2                 | 1라운드             | 2003년 8월 24일     | 툼바 경기장          | 무관중              | 0–2                 |
| 2004–05   | 6라운드             | 2004년 10월 30일    | 카라이스카키스 스타디움    | 26,972              | 5–1                 | 21라운드            | 2005년 3월 6일      | 툼바 경기장          | 23,950              | 1–1                 |
| 2005–06   | 6라운드             | 2005년 10월 16일    | 카라이스카키스 스타디움    | 무관중              | 1–2                 | 21라운드            | 2006년 2월 26일     | 툼바 경기장          | 7,050               | 1–2                 |
| 2006–07   | 3라운드             | 2006년 9월 9일      | 카라이스카키스 스타디움    | 29,140              | 2–0                 | 18라운드            | 2007년 1월 21일     | 툼바 경기장          | 23,483              | 2–3                 |
| 2007–08   | 7라운드             | 2007년 11월 3일     | 카라이스카키스 스타디움    | 28,077              | 2–1                 | 22라운드            | 2008년 2월 23일     | 툼바 경기장          | 22,000              | 1–1                 |
| 2008–09   | 10라운드            | 2008년 11월 16일    | 카라이스카키스 스타디움    | 29,482              | 2–0                 | 25라운드            | 2009년 3월 8일      | 툼바 경기장          | 22,214              | 0–0                 |
| 2009–10   | 19라운드            | 2010년 1월 24일     | 카라이스카키스 스타디움    | 26,139              | 0–1                 | 4라운드             | 2009년 9월 20일     | 툼바 경기장          | 23,010              | 1–2                 |
| 2009–10   | 플레이오프          | 2010년 5월 12일     | 카라이스카키스 스타디움    | 15,829              | 0–1                 | 플레이오프          | 2010년 5월 9일      | 툼바 경기장          | 24,109              | 1–0                 |
| 2010–11   | 11라운드            | 2010년 11월 21일    | 카라이스카키스 스타디움    | 30,275              | 3–0                 | 26라운드            | 2011년 3월 13일     | 툼바 경기장          | 20,023              | 2–1                 |
| 2011–12   | 5라운드             | 2011년 10월 2일     | 카라이스카키스 스타디움    | 28,772              | 2–1                 | 20라운드            | 2012년 2월 5일      | 툼바 경기장          | 18,299              | 0–2                 |
| 2012–13   | 27라운드            | 2013년 3월 31일     | 카라이스카키스 스타디움    | 28,417              | 0–0                 | 12라운드            | 2012년 11월 25일    | 툼바 경기장          | 23,023              | 1–1                 |
| 2013–14   | 11라운드            | 2013년 11월 10일    | 카라이스카키스 스타디움    | 27,189              | 4–0                 | 28라운드            | 2014년 3월 9일      | 툼바 경기장          | 23,345              | 2–1                 |
| 2014–15   | 6라운드             | 2014년 12월 3일     | 카라이스카키스 스타디움    | 28,527              | 1–2                 | 23라운드            | 2015년 2월 8일      | 툼바 경기장          | 24,411              | 0–0                 |

1 경기가 1-0의 상황에서 27분에 중단되었다. 이후, 올림피아코스가 2-0 몰수승을 거두었다.

2 경기가 1-2의 상황에서 83분에 중단되었다. 이후, 경기 결과가 점수 그대로 결정되었다.

### 그리스 컵
| 시즌      | 라운드  | 올림피아코스 – PAOK (수도권) | 올림피아코스 – PAOK (수도권)     | 올림피아코스 – PAOK (수도권) | 올림피아코스 – PAOK (수도권) | 올림피아코스 – PAOK (수도권) | PAOK – 올림피아코스 (테살로니키) | PAOK – 올림피아코스 (테살로니키) | PAOK – 올림피아코스 (테살로니키) | PAOK – 올림피아코스 (테살로니키) | PAOK – 올림피아코스 (테살로니키) |
| --------- | ------- | ---------------------------- | -------------------------------- | ---------------------------- | ---------------------------- | ---------------------------- | -------------------------------- | -------------------------------- | -------------------------------- | -------------------------------- | -------------------------------- |
| 시즌      | 라운드  | 날짜                         | 경기장                           | 관중수                       | 결과                         | 비고                         | 날짜                             | 경기장                           | 관중수                           | 결과                             |                                  |
| 1950–51   | 결승전  | 1951년 3월 11일              | 아포스톨로스 니콜라이디스 경기장 | 미상                         | 4–0                          |                              |                                  |                                  |                                  |                                  |                                  |
| 1970–71   | 결승전  | 1971년 6월 9일               | 카라이스카키스 스타디움          | 미상                         | 3–1                          |                              |                                  |                                  |                                  |                                  |                                  |
| 1972–73   | 결승전  | 1973년 6월 17일              | 카라이스카키스 스타디움          | 40,070                       | 1–0                          |                              |                                  |                                  |                                  |                                  |                                  |
| 1973–74   | 결승전  | 1974년 6월 16일              | 니코스 구마스 경기장             | 26,402                       | 2–2                          | aet; 3–4 p.                  |                                  |                                  |                                  |                                  |                                  |
| 1974–75   | 4강     | 1975년 5월 28일              | 카라이스카키스 스타디움          | 미상                         | 4–0                          |                              |                                  |                                  |                                  |                                  |                                  |
| 1975–76   | 16강    | 1976년 3월 10일              | 카라이스카키스 스타디움          | 38,846                       | 1–1                          | aet; 6–5 p.                  |                                  |                                  |                                  |                                  |                                  |
| 1978–79   | 16강    | 1979년 2월 21일              | 카라이스카키스 스타디움          | 29,453                       | 2–2                          | aet; 6–5 p.                  |                                  |                                  |                                  |                                  |                                  |
| 1979–80   | 32강    | 1980년 2월 6일               | 카라이스카키스 스타디움          | 38,150                       | 1–2                          |                              |                                  |                                  |                                  |                                  |                                  |
| 1980–81   | 결승전  | 1981년 6월 21일              | 니코스 구마스 경기장             | 30,512                       | 3–1                          |                              |                                  |                                  |                                  |                                  |                                  |
| 1985–86   | 2라운드 | 1985년 11월 20일             | 스피로스 루이스                  | 25,955                       | 0–0                          | aet; 4–3 p.                  |                                  |                                  |                                  |                                  |                                  |
| 1989–90   | 16강    | 1990년 1월 24일              | 카라이스카키스 스타디움          | 22,090                       | 1–0                          | aet; 5–3 p.                  | 1990년 1월 10일                  | 툼바 경기장                      | 27,217                           | 1–0                              |                                  |
| 1990–91   | 32강    | 1990년 12월 5일              | 카라이스카키스 스타디움          | 17,789                       | 2–0                          |                              | 1991년 1월 9일                   | 툼바 경기장                      | 33,411                           | 3–0                              |                                  |
| 1991–92   | 결승전  | 1992년 5월 27일              | 카라이스카키스 스타디움          | 29,831                       | 2–0                          |                              | 1992년 5월 20일                  | 툼바 경기장                      | 25,744                           | 1–1                              |                                  |
| 1996–97   | 16강    | 1996년 12월 11일             | 카라이스카키스 스타디움          | 4,503                        | 2–1                          |                              | 1996년 11월 27일                 | 툼바 경기장                      | 20,498                           | 1–2                              |                                  |
| 1999–2000 | 16강    | 2000년 1월 12일              | 스피로스 루이스                  | 17,317                       | 2–1                          |                              |                                  |                                  |                                  |                                  |                                  |
| 2000–01   | 결승전  | 2001년 5월 12일              | 니코스 구마스 경기장             | 13,300                       | 2–4                          |                              |                                  |                                  |                                  |                                  |                                  |
| 2002–03   | 8강     | 2003년 3월 12일              | 게오르요스 카마라스 경기장       | 11,466                       | 1–2                          |                              | 2003년 2월 26일                  | 툼바 경기장                      | 17,647                           | 3–1                              |                                  |
| 2008–09   | 8강     | 2009년 3월 4일               | 카라이스카키스 스타디움          | 23,983                       | 2–0                          | aet                          | 2009년 2월 4일                   | 툼바 경기장                      | 21,043                           | 1–0                              |                                  |
| 2010–11   | 8강     | 2011년 1월 19일              | 카라이스카키스 스타디움          | 28,404                       | 1–1                          |                              | 2011년 2월 2일                   | 툼바 경기장                      | 무관중                           | 1–0                              |                                  |
| 2013–14   | 4강     | 2014년 4월 2일               | 카라이스카키스 스타디움          | 미상                         | 2–1                          |                              | 2014년 4월 16일                  | 툼바 경기장                      | 미상                             | 1–0                              |                                  |

• 다음 라운드 통과: 올림피아코스 13회, PAOK 7회

## 페널티킥 기록
| 시즌           | 경기                      | 올림피아코스 페널티킥 (22회) | PAOK 페널티킥 (17회) |
| -------------- | ------------------------- | ---------------------------- | -------------------- |
| 1960–61        | 올림피아코스 – PAOK (1–1) | 이판티스 50'                 |                      |
| 1961–62        | 올림피아코스 – PAOK (6–0) | 시데리스 84'                 |                      |
| 1965–66        | PAOK – 올림피아코스 (3–2) | 폴리흐로니우 89'             |                      |
| 1965–66        | 올림피아코스 – PAOK (2–0) | 시데리스 25'                 |                      |
| 1968–69        | PAOK – 올림피아코스 (2–1) |                              | 쿠다스 1'            |
| 1969–70        | PAOK – 올림피아코스 (1–2) |                              | 아펜툴리디스 90'+1'  |
| 1973–74 (컵)   | 올림피아코스 – PAOK (2–2) | 카라비티스 66'               | 아슬라니디스 73'     |
| 1974–75        | 올림피아코스 – PAOK (3–2) | 다불리스 14'                 | 사라피스 87'         |
| 1976–77        | PAOK – 올림피아코스 (2–1) |                              | 게리누 33'           |
| 1978–79 (컵)   | 올림피아코스 – PAOK (2–2) | 로어바흐 62'                 |                      |
| 1980–81        | PAOK – 올림피아코스 (1–0) |                              | 코스티코스 30'       |
| 1982–83        | PAOK – 올림피아코스 (1–1) | 아나스토풀로스 3'            | 디모풀로스 79'       |
| 1984–85        | PAOK – 올림피아코스 (1–0) |                              | 코스티코스 86'       |
| 1984–85        | 올림피아코스 – PAOK (2–1) | 사르가니스 80'               |                      |
| 1985–86        | 올림피아코스 – PAOK (2–0) | 아나스토풀로스 2'            |                      |
| 1986–87        | PAOK – 올림피아코스 (4–1) | 아나스토풀로스 27'           | 스카르타도스 21'     |
| 1987–88        | 올림피아코스 – PAOK (2–1) | 푸네스 17'                   |                      |
| 1989–90        | PAOK – 올림피아코스 (4–1) |                              | 스카르타도스 39'     |
| 1990–91        | 올림피아코스 – PAOK (3–2) | 아나스토풀로스 73'           |                      |
| 1990–91 (컵)   | PAOK – 올림피아코스 (3–0) |                              | 카라게오르유 6'      |
| 1996–97 (컵)   | PAOK – 올림피아코스 (1–2) | 조르제비치 75'               |                      |
| 1998–99        | PAOK – 올림피아코스 (1–2) | 게오르가토스 80'             |                      |
| 1998–99        | 올림피아코스 – PAOK (2–1) | 게오르가토스 90'+3'          |                      |
| 1999–2000 (컵) | 올림피아코스 – PAOK (2–1) |                              | 프루소스 19'         |
| 2000–01 (컵)   | 올림피아코스 – PAOK (2–4) | 조르제비치 79'               |                      |
| 2001–02        | 올림피아코스 – PAOK (3–2) |                              | 게오르야디스 58'     |
| 2002–03        | PAOK – 올림피아코스 (1–1) | 조르제비치 40'               | 게오르야디스 56'     |
| 2002–03        | 올림피아코스 – PAOK (4–3) | 조르제비치 85'               |                      |
| 2002–03 (컵)   | PAOK – 올림피아코스 (3–1) | 얀나코풀로스 44'             |                      |
| 2003–04        | PAOK – 올림피아코스 (0–2) |                              | 이아수미 65'         |
| 2004–05        | 올림피아코스 – PAOK (5–1) | 조르제비치 45'+2'            |                      |
| 2004–05        | PAOK – 올림피아코스 (1–1) | 조르제비치 21'               |                      |
| 2007–08        | PAOK – 올림피아코스 (1–1) |                              | 콘세이상 32'         |
| 2010–11        | PAOK – 올림피아코스 (2–1) |                              | 비톨로 71'           |

## 레드카드 기록
| 시즌                 | 경기                      | 올림피아코스 레드카드 (16장) | PAOK 레드카드 (29장)             |
| -------------------- | ------------------------- | ---------------------------- | -------------------------------- |
| 1962–63              | 올림피아코스 – PAOK (3–2) |                              | 시메오니디스 58'                 |
| 1965–66              | 올림피아코스 – PAOK (2–0) |                              | 미트라카스 30'                   |
| 1967–68              | 올림피아코스 – PAOK (0–1) | 유초스 40'                   |                                  |
| 1968–69              | 올림피아코스 – PAOK (3–0) |                              | 라조스 60'                       |
| 1972–73              | PAOK – 올림피아코스 (1–0) |                              | 아슬라니디스 55'                 |
| 1976–77              | PAOK – 올림피아코스 (2–1) | 시네토풀로스 36'             |                                  |
| 1978–79              | 올림피아코스 – PAOK (1–0) | 갈라코스 75'                 |                                  |
| 1980–81              | 올림피아코스 – PAOK (1–0) |                              | 군나리스 61'                     |
| 1982–83              | PAOK – 올림피아코스 (1–1) | 미트로풀로스 80'             |                                  |
| 1986–87              | PAOK – 올림피아코스 (4–1) | 젤릴리디스 62'               |                                  |
| 1987–88              | 올림피아코스 – PAOK (2–1) |                              | 스카르타도스 89'                 |
| 1988–89              | 올림피아코스 – PAOK (0–1) | 푸네스 40'                   | 라고니디스 40' 카라게오르유 81'  |
| 1990–91 (컵)         | 올림피아코스 – PAOK (2–0) |                              | H. 하산 65'                      |
| 1990–91 (컵)         | PAOK – 올림피아코스 (3–0) | 미트로풀로스 44'             | 레온티아디스 44'                 |
| 1990–91              | PAOK – 올림피아코스 (3–2) | 사비체프 59'                 |                                  |
| 1991–92 (컵)         | 올림피아코스 – PAOK (2–0) | 사비체프 69'                 |                                  |
| 1994–95              | PAOK – 올림피아코스 (3–0) |                              | 라고니디스 45'                   |
| 1995–96              | PAOK – 올림피아코스 (0–0) | 칼란치스 86'                 |                                  |
| 1995–96              | 올림피아코스 – PAOK (1–0) |                              | 투르수니디스 89'                 |
| 1996–97 (컵)         | PAOK – 올림피아코스 (1–2) |                              | 브리자스 28'                     |
| 1996–97              | PAOK – 올림피아코스 (0–0) | 다비자스 88'                 | 시디로풀로스 56'                 |
| 1998–99              | 올림피아코스 – PAOK (2–1) |                              | 쿨라쿄티스 72' 미호풀로스 90'+1' |
| 1999–2000            | PAOK – 올림피아코스 (0–2) |                              | 게오르야디스 38'                 |
| 2000–01              | PAOK – 올림피아코스 (2–4) |                              | 게오르야디스 39'                 |
| 2002–03              | 올림피아코스 – PAOK (4–3) | 카랑뵈 87'                   |                                  |
| 2004–05              | 올림피아코스 – PAOK (5–1) |                              | 카리피디스 77'                   |
| 2008–09              | 올림피아코스 – PAOK (2–0) |                              | 가르시아 89'                     |
| 2008–09 (컵)         | 올림피아코스 – PAOK (2–0) |                              | 콘트레라스 73' 이비치 80'        |
| 2008–09              | PAOK – 올림피아코스 (0–0) | 멘드리노스 62'               | 비세라 90'+3'                    |
| 2009–10 (플레이오프) | 올림피아코스 – PAOK (0–1) | 멜베리 90'+2'                | 콘트레라스 90'+2'                |
| 2010–11              | 올림피아코스 – PAOK (3–0) |                              | 이비치 58'                       |
| 2010–11 (컵)         | PAOK – 올림피아코스 (1–0) | 미라야스 86'                 |                                  |
| 2011–12              | PAOK – 올림피아코스 (0–2) |                              | 라저르 76'                       |
| 2013–14 (컵)         | 올림피아코스 – PAOK (2–1) |                              | 스토흐 35'                       |
| 2013–14 (컵)         | PAOK – 올림피아코스 (1–0) | 마니아티스 89'               | 카추라니스 89' 나트호 90'+5'     |

## 1959-60 시즌 이후 리그 역대 성적 비교
|    | 60 | 61 | 62 | 63 | 64 | 65 | 66 | 67 | 68 | 69 | 70 | 71 | 72 | 73 | 74 | 75 | 76 | 77 | 78 | 79 | 80 | 81 | 82 | 83 | 84 | 85 | 86 | 87 | 88 | 89 | 90 | 91 | 92 | 93 | 94 | 95 | 96 | 97 | 98 | 99 | 00 | 01 | 02 | 03 | 04 | 05 | 06 | 07 | 08 | 09 | 10 | 11 | 12 | 13 | 14 | 15 |
| -- | -- | -- | -- | -- | -- | -- | -- | -- | -- | -- | -- | -- | -- | -- | -- | -- | -- | -- | -- | -- | -- | -- | -- | -- | -- | -- | -- | -- | -- | -- | -- | -- | -- | -- | -- | -- | -- | -- | -- | -- | -- | -- | -- | -- | -- | -- | -- | -- | -- | -- | -- | -- | -- | -- | -- | -- |
| 1  |    |    |    |    |    |    | 1  | 1  |    |    |    |    |    | 1  | 1  | 1  | 1  |    |    |    | 1  | 1  | 1  | 1  |    | 1  |    | 1  |    |    |    |    |    |    |    |    |    | 1  | 1  | 1  | 1  | 1  | 1  | 1  |    | 1  | 1  | 1  | 1  | 1  |    | 1  | 1  | 1  | 1  |    |
| 2  |    | 2  | 2  |    | 2  |    |    |    | 2  | 2  |    |    | 2  | 2  |    |    |    | 2  | 2  | 2  |    |    |    |    | 2  |    |    |    |    | 2  |    | 2  | 2  |    |    | 2  |    |    |    |    |    |    |    |    | 2  |    |    |    |    |    | 2  |    |    | 2  |    |    |
| 3  | 3  |    |    | 3  |    | 3  |    |    |    |    | 3  |    |    |    |    | 3  | 3  | 3  |    |    |    |    | 3  |    |    |    |    |    | 3  |    | 3  |    |    | 3  | 3  | 3  | 3  |    |    |    |    |    |    |    | 3  |    |    |    |    |    |    | 3  |    |    | 3  |    |
| 4  |    |    |    | 4  |    |    |    | 4  |    |    |    |    |    |    | 4  |    |    |    | 4  | 4  |    | 4  |    | 4  |    | 4  |    |    |    |    | 4  | 4  | 4  |    |    |    |    | 4  | 4  | 4  |    | 4  | 4  | 4  |    |    |    |    |    | 4  |    |    |    |    |    |    |
| 5  |    |    |    |    |    |    |    |    |    | 5  | 5  |    | 5  |    |    |    |    |    |    |    | 5  |    |    |    | 5  |    | 5  | 5  |    |    |    |    |    | 5  | 5  |    |    |    |    |    | 5  |    |    |    |    | 5  |    |    |    |    | 5  |    | 5  |    |    |    |
| 6  |    |    | 6  |    |    |    | 6  |    |    |    |    |    |    |    |    |    |    |    |    |    |    |    |    |    |    |    |    |    |    |    |    |    |    |    |    |    |    |    |    |    |    |    |    |    |    |    | 6  | 6  |    |    |    |    |    |    |    |    |
| 7  | 7  |    |    |    |    |    |    |    |    |    |    | 7  |    |    |    |    |    |    |    |    |    |    |    |    |    |    |    |    |    |    |    |    |    |    |    |    |    |    |    |    |    |    |    |    |    |    |    |    |    |    |    |    |    |    |    |    |
| 8  |    |    |    |    | 8  | 8  |    |    |    |    |    |    |    |    |    |    |    |    |    |    |    |    |    |    |    |    |    |    | 8  | 8  |    |    |    |    |    |    |    |    |    |    |    |    |    |    |    |    |    |    |    |    |    |    |    |    |    |    |
| 9  |    |    |    |    |    |    |    |    | 9  |    |    | 9  |    |    |    |    |    |    |    |    |    |    |    |    |    |    |    |    |    |    |    |    |    |    |    |    |    |    |    |    |    |    |    |    |    |    |    |    | 9  |    |    |    |    |    |    |    |
| 10 |    | 10 |    |    |    |    |    |    |    |    |    |    |    |    |    |    |    |    |    |    |    |    |    |    |    |    | 10 |    |    |    |    |    |    |    |    |    |    |    |    |    |    |    |    |    |    |    |    |    |    |    |    |    |    |    |    |    |
| 11 |    |    |    |    |    |    |    |    |    |    |    |    |    |    |    |    |    |    |    |    |    |    |    |    |    |    |    |    |    |    |    |    |    |    |    |    |    |    |    |    |    |    |    |    |    |    |    |    |    |    |    |    |    |    |    |    |
| 12 |    |    |    |    |    |    |    |    |    |    |    |    |    |    |    |    |    |    |    |    |    |    |    |    |    |    |    |    |    |    |    |    |    |    |    |    |    |    |    |    |    |    |    |    |    |    |    |    |    |    |    |    |    |    |    |    |
| 13 |    |    |    |    |    |    |    |    |    |    |    |    |    |    |    |    |    |    |    |    |    |    |    |    |    |    |    |    |    |    |    |    |    |    |    |    |    |    |    |    |    |    |    |    |    |    |    |    |    |    |    |    |    |    |    |    |
| 14 |    |    |    |    |    |    |    |    |    |    |    |    |    |    |    |    |    |    |    |    |    |    |    |    |    |    |    |    |    |    |    |    |    |    |    |    | 14 |    |    |    |    |    |    |    |    |    |    |    |    |    |    |    |    |    |    |    |
| 15 |    |    |    |    |    |    |    |    |    |    |    |    |    |    |    |    |    |    |    |    |    |    |    |    |    |    |    |    |    |    |    |    |    |    |    |    |    |    |    |    |    |    |    |    |    |    |    |    |    |    |    |    |    |    |    |    |
| 16 |    |    |    |    |    |    |    |    |    |    |    |    |    |    |    |    |    |    |    |    |    |    |    |    |    |    |    |    |    |    |    |    |    |    |    |    |    |    |    |    |    |    |    |    |    |    |    |    |    |    |    |    |    |    |    |    |
| 17 |    |    |    |    |    |    |    |    |    |    |    |    |    |    |    |    |    |    |    |    |    |    |    |    |    |    |    |    |    |    |    |    |    |    |    |    |    |    |    |    |    |    |    |    |    |    |    |    |    |    |    |    |    |    |    |    |
| 18 |    |    |    |    |    |    |    |    |    |    |    |    |    |    |    |    |    |    |    |    |    |    |    |    |    |    |    |    |    |    |    |    |    |    |    |    |    |    |    |    |    |    |    |    |    |    |    |    |    |    |    |    |    |    |    |    |

• 합산: 올림피아코스 성적이 49시즌 더 우수, PAOK 성적이 6시즌 더 우수.

## 양팀을 모두 거친 인물
| 선수 - 코스타스 오르파노스 - 이오안니스 구나리스 - 페트로스 스쿠라스 - 게오르요스 코스티코스 - 하리스 바뇨티스 - 소티리스 마브롬마티스 - 마키스 하보스 - 게오르요스 미치보나스 | 선수 (계속) - 반겔리스 칼로게로풀로스 - 알렉산드로스 알렉시우 - 요르고스 스카르타도스 - 파나요티스 찰루히디스 - 보치다르 반도비치 - 키리아코스 투후로글루 - 코피 암폰사 - 루시아누 지 소자 | 선수 (계속) - 스틸리아노스 베네티디스 - 게오르요스 게오르야디스 - 판텔리스 카페스 - 야니스 오카스 - 람프로스 후토스 - 리우나르두 - 파블로 콘트레라스 | 감독 - 레스 섀넌 - 라키스 페트로풀로스 - 하인츠 회허 - 니코스 알레판토스 - 이오안니스 구나리스 - 테이스 리브레흐츠 - 륩코 페트로비치 - 올레흐 블로힌 - 두샨 바예비치 |